# Austerlitz (Países Bajos)
Austerlitz es el nombre de una ciudad en los Países Bajos, ubicada en Zeist, en la provincia de Utrecht.

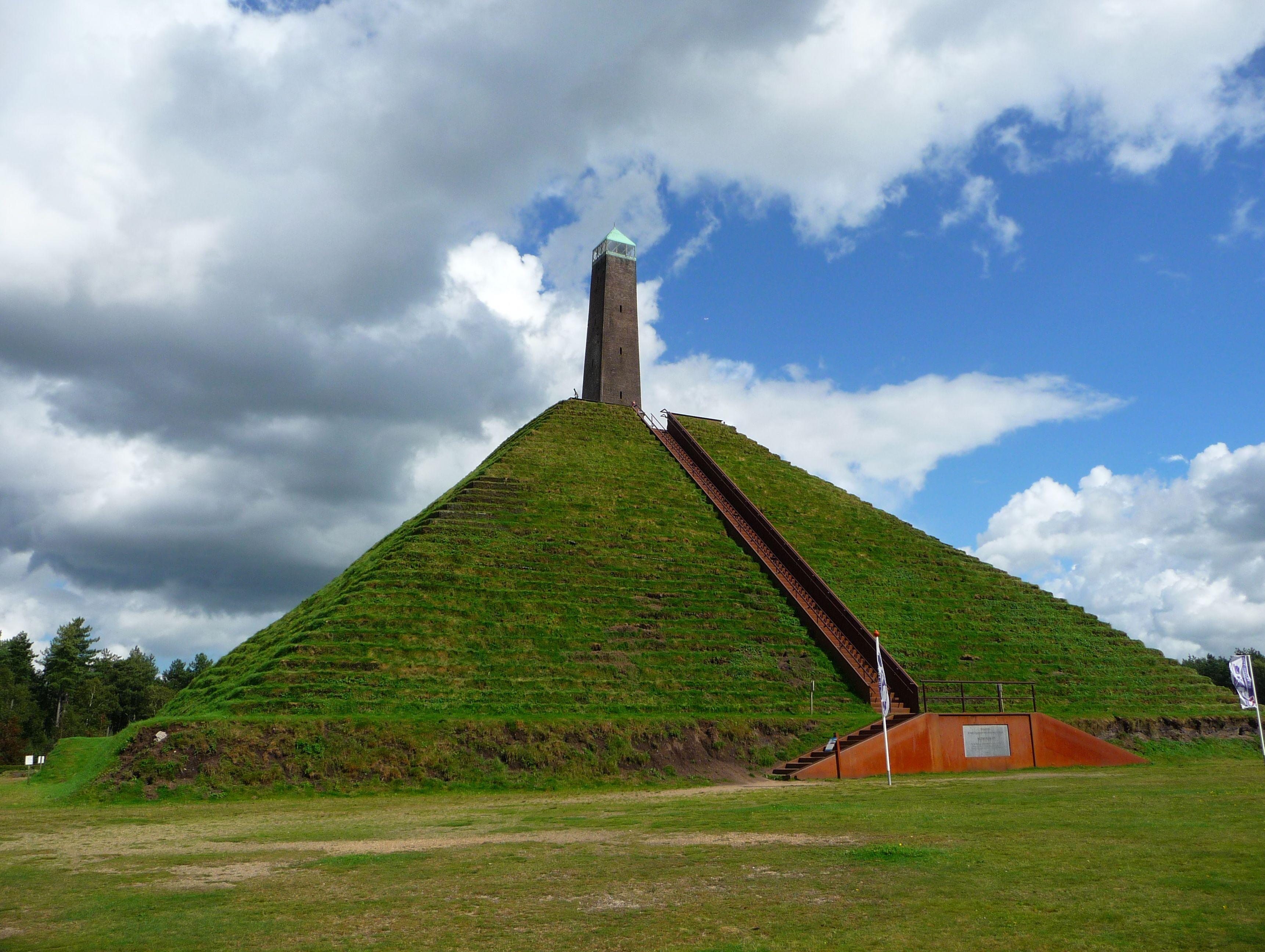
Pirámide de Austerlitz.

## Historia
En la primavera 1804, el general francés Auguste Marmont se convierte en general en jefe de un cuerpo de ejército compuesto por tropas francesas y bátavas destinadas a invadir Inglaterra. Forma un campamento cerca de la ciudad de Zeist para entrenar y alojar a sus soldados. El campamento es conocido como el «Campamento Zeist». Una pirámide, llamada «Marmontberg» o «pirámide de Austerlitz» se construyó cerca para conmemorar la creación del campamento. Pronto los comerciantes se establecieron alrededor del campamento. Después de la partida del ejército para Europa Central en el verano de 1805, la aldea permaneció habitada por comerciantes.
El 17 de agosto de 1806, el nuevo rey de Holanda Louis, el hermano de Napoleon I fundó oficialmente la ciudad en el campamento en honor a la victoria de su hermano en la batalla de Austerlitz, el 2 de diciembre de 1805. Sin embargo, Austerlitz a menudo se considera una aldea.